# 2004 en els vols espacials
Aquest article és una llista d'esdeveniments de vols espacials relacionats que es van produir el 2004.

## Llançaments
| Data i hora (UTC)    | Coet | Coet                                    | Plataforma de llançament                         | Plataforma de llançament                        | LSP                               | LSP                               |
| -------------------- | --- | --------------------------------------- | ------------------------------------------------ | ----------------------------------------------- | --------------------------------- | --------------------------------- |
| Data i hora (UTC)    | Càrrega útil | Operador                                | Òrbita                                           | Funció                                          | Deteriorament (UTC)               | Resultat                          |
| Data i hora (UTC)    | Comentaris |                                         |                                                  |                                                 |                                   |                                   |
| Gener                | |                                         |                                                  |                                                 |                                   |                                   |
| 11 de gener 04:13    | - Zenit-3SL | - Zenit-3SL                             | - Ocean Odyssey                                  | - Ocean Odyssey                                 | - Sea Launch                      | - Sea Launch                      |
| 11 de gener 04:13    | Estrela do Sul 1 (Telstar 14) |                                         | Geosíncrona                                      | Comunicacions                                   | En òrbita                         | Operacional                       |
| 29 de gener 11:58    | - Soiuz-U | - Soiuz-U                               | - Baikonur Site 1/5                              | - Baikonur Site 1/5                             | - Roskosmos                       | - Roskosmos                       |
| 29 de gener 11:58    | - Progress M1-11 | Roskosmos                               | Òrbita baixa (ISS)                               | Logística                                       | 3 de juny                         | Reeixit                           |
| 29 de gener 11:58    | Vol de la ISS 13P |                                         |                                                  |                                                 |                                   |                                   |
| Febrer               | |                                         |                                                  |                                                 |                                   |                                   |
| 5 de febrer 23:46    | - Atlas IIAS | - Atlas IIAS                            | - Cape Canaveral SLC-36A                         | - Cape Canaveral SLC-36A                        | - International Launch Services   | - International Launch Services   |
| 5 de febrer 23:46    | - AMC-10 | SES Americom                            | Geosíncrona                                      | Comunicacions                                   | En òrbita                         | Operacional                       |
| 14 de febrer 18:50   | - Titan IVB (402)/IUS | - Titan IVB (402)/IUS                   | - Cape Canaveral SLC-40                          | - Cape Canaveral SLC-40                         | - Lockheed Martin                 | - Lockheed Martin                 |
| 14 de febrer 18:50   | - DSP-22 | Força Aèria dels Estats Units d'Amèrica | Geosíncrona                                      | Missile warning                                 | En òrbita                         | Operacional                       |
| 18 de febrer 07:05   | - Molniya-M | - Molniya-M                             | - Plesetsk Site 16/2                             | - Plesetsk Site 16/2                            | - VKS                             | - VKS                             |
| 18 de febrer 07:05   | - Kosmos 2405 |                                         | Molniya                                          | Alerta de míssils                               | En òrbita                         | Operacional                       |
| Març                 | |                                         |                                                  |                                                 |                                   |                                   |
| 2 de març 07:17      | - Ariane 5G+ | - Ariane 5G+                            | - Kourou ELA-3                                   | - Kourou ELA-3                                  | - Arianespace                     | - Arianespace                     |
| 2 de març 07:17      | - Rosetta | ESA                                     | Heliocèntrica                                    | Sonda de cometa                                 | En òrbita                         | Operacional                       |
| 2 de març 07:17      | - Philae | ESA                                     | Heliocèntrica                                    | Aterratge en cometa                             | En òrbita                         | Operacional                       |
| 2 de març 07:17      | Vol inaugural de l'Ariane 5G+ Creat per estudiar el cometa 67P/Txuriúmov-Herassimenko i els asteroides 2867 Šteins i (21) Lutècia                                                                                                  |                                         |                                                  |                                                 |                                   |                                   |
| 13 de març 05:40     | - Atlas IIIA | - Atlas IIIA                            | - Cape Canaveral SLC-36B                         | - Cape Canaveral SLC-36B                        | - - International Launch Services | - - International Launch Services |
| 13 de març 05:40     | MBSat | MBSAT                                   | Geosíncrona                                      | Comunicacions                                   | En òrbita                         | Operacional                       |
| 13 de març 05:40     | Vol final del Atlas IIIA |                                         |                                                  |                                                 |                                   |                                   |
| 15 de març 23:06     | - Proton-M/Briz-M | - Proton-M/Briz-M                       | - Baikonur Site 81/24                            | - Baikonur Site 81/24                           | - - International Launch Services | - - International Launch Services |
| 15 de març 23:06     | - Eutelsat W3A | Eutelsat                                | Geosíncrona                                      | Comunicacions                                   | En òrbita                         | Operacional                       |
| 20 de març 17:53     | - Delta II 7925 | - Delta II 7925                         | - Cape Canaveral SLC-17B                         | - Cape Canaveral SLC-17B                        | - Boeing IDS                      | - Boeing IDS                      |
| 20 de març 17:53     | - GPS IIR-11 | Força Aèria dels Estats Units d'Amèrica | Òrbita mitjana                                   | Navegació                                       | En òrbita                         | Operacional                       |
| 27 de març 03:30     | - Proton-K/DM-2 | - Proton-K/DM-2                         | - Baikonur Site 81/23                            | - Baikonur Site 81/23                           | - VKS                             | - VKS                             |
| 27 de març 03:30     | - Kosmos 2406 (Raduga-1) | Forces Armades de Rússia                | Geosíncrona                                      | Comunicacions                                   | En òrbita                         | Operacional                       |
| Abril                | |                                         |                                                  |                                                 |                                   |                                   |
| 16 d'abril 00:45     | - Atlas IIAS | - Atlas IIAS                            | - Cape Canaveral SLC-36A                         | - Cape Canaveral SLC-36A                        | - - International Launch Services | - - International Launch Services |
| 16 d'abril 00:45     | - Superbird 6 | SCC                                     | Geosíncrona                                      | Comunicacions                                   | En òrbita                         | Operacional                       |
| 18 d'abril 15:59     | - Llarga Marxa 2C | - Llarga Marxa 2C                       | - Jiuquan                                        | - Jiuquan                                       |                                   |                                   |
| 18 d'abril 15:59     | - Tansuo 1 (Shiyan 1) | University of Harbin                    | Òrbita baixa                                     | Mapeig terrestre                                | En òrbita                         | Operacional                       |
| 18 d'abril 15:59     | - Naxing 1 | Tsinghua University                     | Òrbita baixa                                     | Imatgeria de la Terra                           | En òrbita                         | Operacional                       |
| 19 d'abril 03:19     | - Soiuz-FG | - Soiuz-FG                              | - Baikonur Site 1/5                              | - Baikonur Site 1/5                             | - Roskosmos                       | - Roskosmos                       |
| 19 d'abril 03:19     | - Soiuz TMA-4 | Roskosmos                               | Òrbita baixa (ISS)                               | ISS Expedition 9                                | 24 d'octubre                      | Reeixit                           |
| 19 d'abril 03:19     | Vol espacial orbital tripulat amb 3 cosmonautes |                                         |                                                  |                                                 |                                   |                                   |
| 20 d'abril 16:57     | - Delta II 7920 | - Delta II 7920                         | - Vandenberg SLC-2W                              | - Vandenberg SLC-2W                             | - Boeing IDS                      | - Boeing IDS                      |
| 20 d'abril 16:57     | - Gravity Probe B | NASA                                    | Òrbita baixa                                     | Prova de la Teoria de la relativitat d'Einstein | En òrbita                         | Reeixit                           |
| 26 d'abril 20:37     | - Proton-K/DM-2M | - Proton-K/DM-2M                        | - Baikonur Site 200/39                           | - Baikonur Site 200/39                          |                                   |                                   |
| 26 d'abril 20:37     | - Ekspress AM11 | RSCC                                    | Geosíncrona                                      | Comunicacions                                   | En òrbita                         | Operacional                       |
| Maig                 | |                                         |                                                  |                                                 |                                   |                                   |
| 4 de maig 12:42      | - Zenit-3SL | - Zenit-3SL                             | - Ocean Odyssey                                  | - Ocean Odyssey                                 | - Sea Launch                      | - Sea Launch                      |
| 4 de maig 12:42      | - DirecTV-7S | DirecTV                                 | Geosíncrona                                      | Comunicacions                                   | En òrbita                         | Operacional                       |
| 17 de maig 11:12     | - GoFast | - GoFast                                | - Black Rock Desert, Nevada, USA                 | - Black Rock Desert, Nevada, USA                | - CSXT                            | - CSXT                            |
| 17 de maig 11:12     | | CSXT                                    | Suborbital                                       | Primer llançament espacial per aficionats       | En òrbita                         | Operacional, recuperat            |
| 19 de maig 22:22     | - Atlas IIAS | - Atlas IIAS                            | - Cape Canaveral SLC-36B                         | - Cape Canaveral SLC-36B                        | - - International Launch Services | - - International Launch Services |
| 19 de maig 22:22     | - AMC-11 | SES Americom                            | Geosíncrona                                      | Comunicacions                                   | En òrbita                         | Operacional                       |
| 20 de maig 17:47     | - Taurus 3120 | - Taurus 3120                           | - Vandenberg LC-576E                             | - Vandenberg LC-576E                            | - Orbital Sciences                | - Orbital Sciences                |
| 20 de maig 17:47     | - FORMOSAT-2 (ROCSAT-2) | NSPO                                    | Òrbita baixa                                     | Imatgeria de la Terra                           | En òrbita                         | Operacional                       |
| 25 de maig 12:34     | - Soiuz-U | - Soiuz-U                               | - Baikonur Site 1/5                              | - Baikonur Site 1/5                             | - Roskosmos                       | - Roskosmos                       |
| 25 de maig 12:34     | - Progress M-49 | Roskosmos                               | Òrbita baixa (ISS)                               | Logística                                       | 30 de juliol                      | Reeixit                           |
| 25 de maig 12:34     | Vol de la ISS 14P |                                         |                                                  |                                                 |                                   |                                   |
| 28 de maig 06:00     | - Tsyklon-2 | - Tsyklon-2                             | - Baikonur Site 90/20                            | - Baikonur Site 90/20                           | - VKS                             | - VKS                             |
| 28 de maig 06:00     | - Kosmos 2405 | VMF                                     | Òrbita baixa                                     | Reconeixement                                   | En òrbita                         | Operacional                       |
| Juny                 | |                                         |                                                  |                                                 |                                   |                                   |
| 10 de juny 01:28     | - Zenit-2 | - Zenit-2                               | - Baikonur Site 45/1                             | - Baikonur Site 45/1                            | - VKS                             | - VKS                             |
| 10 de juny 01:28     | - Kosmos 2406 | VKS                                     | Òrbita baixa                                     | Intel·ligència de senyals                       | En òrbita                         | Operacional                       |
| 16 de juny 22:27     | - Proton-M/Briz-M | - Proton-M/Briz-M                       | - Baikonur Site 200/39                           | - Baikonur Site 200/39                          | - - International Launch Services | - - International Launch Services |
| 16 de juny 22:27     | - Intelsat 10-02 | Intelsat                                | Geosíncrona                                      | Comunicacions                                   | En òrbita                         | Operacional                       |
| 21 de juny 14:47     | - SpaceShipOne | - SpaceShipOne                          | - White Knight, Mojave Spaceport                 | - White Knight, Mojave Spaceport                | - Scaled Composites               | - Scaled Composites               |
| 21 de juny 14:47     | - Flight 15P | Scaled Composites                       | Suborbital                                       | Prova de nau espacial                           | 21 de juny                        | Reeixit                           |
| 21 de juny 14:47     | Vol suborbital tripulat amb 1 astronauta (Mike Melvill) Primer vol espacial tripulat privat vol inaugural del SpaceShipOne com a nau espacial                                                                                      |                                         |                                                  |                                                 |                                   |                                   |
| 23 de juny 22:54     | - Delta II 7925 | - Delta II 7925                         | - Cape Canaveral SLC-17B                         | - Cape Canaveral SLC-17B                        | - Boeing IDS                      | - Boeing IDS                      |
| 23 de juny 22:54     | - GPS IIR-12 | Força Aèria dels Estats Units d'Amèrica | Òrbita mitjana                                   | Navegació                                       | En òrbita                         | Operacional                       |
| 29 de juny 03:59     | - Zenit-3SL | - Zenit-3SL                             | - Ocean Odyssey                                  | - Ocean Odyssey                                 | - Sea Launch                      | - Sea Launch                      |
| 29 de juny 03:59     | Telstar 18 | Loral/Apstar                            | Destinat: Geosíncrona Aconseguit: Òrbita mitjana | Comunicacions                                   | En òrbita                         | Error parcial de llançament       |
| 29 de juny 03:59     | Hi va haver una separació prematura i va provocar que la càrrega se situés en una òrbita poc útil |                                         |                                                  |                                                 |                                   |                                   |
| 29 de juny 06:30     | - Dnepr-1 | - Dnepr-1                               | - Baikonur Site 109/95                           | - Baikonur Site 109/95                          | - ISC Kosmotras                   | - ISC Kosmotras                   |
| 29 de juny 06:30     | LatinSat D (AprizeSat 2) | Aprize                                  | Òrbita baixa                                     | Comunicacions                                   | En òrbita                         | Operacional                       |
| 29 de juny 06:30     | - Demeter | CNES                                    | Òrbita baixa                                     | Sismologia                                      | En òrbita                         | Operacional                       |
| 29 de juny 06:30     | - SaudiComsat 1 | RSRI                                    | Òrbita baixa                                     | Comunicacions                                   | En òrbita                         | Operacional                       |
| 29 de juny 06:30     | - SaudiComsat 2 | RSRI                                    | Òrbita baixa                                     | Comunicacions                                   | En òrbita                         | Operacional                       |
| 29 de juny 06:30     | - SaudiSat 2 | RSRI                                    | Òrbita baixa                                     | Imatgeria de la Terra                           | En òrbita                         | Operacional                       |
| 29 de juny 06:30     | LatinSat C (AprizeSat 1) | Aprize                                  | Òrbita baixa                                     | Comunicacions                                   | En òrbita                         | Operacional                       |
| 29 de juny 06:30     | - Unisat 3 | Sapienza University of Rome             | Òrbita baixa                                     | Desenvolupament tecnològic                      | En òrbita                         | Operacional                       |
| 29 de juny 06:30     | - Amsat Echo | AMSAT                                   | Òrbita baixa                                     | Comunicacions                                   | En òrbita                         | Operacional                       |
| Juliol               | |                                         |                                                  |                                                 |                                   |                                   |
| 15 de juliol 10:02   | - Delta II 7920-10L | - Delta II 7920-10L                     | - Vandenberg SLC-2W                              | - Vandenberg SLC-2W                             | - Boeing IDS                      | - Boeing IDS                      |
| 15 de juliol 10:02   | - Aura | NASA                                    | Heliosíncrona (A-train)                          | Investigació atmosfèrica                        | En òrbita                         | Operacional                       |
| 18 de juliol 00:44   | - Ariane 5G+ | - Ariane 5G+                            | - Kourou ELA-3                                   | - Kourou ELA-3                                  | - Arianespace                     | - Arianespace                     |
| 18 de juliol 00:44   | - Anik F2 | Telesat                                 | Geosíncrona                                      | Comunicacions                                   | En òrbita                         | Operacional                       |
| 22 de juliol 17:46   | - Kosmos-3M | - Kosmos-3M                             | - Plesetsk Site 132/1                            | - Plesetsk Site 132/1                           | - VKS                             | - VKS                             |
| 22 de juliol 17:46   | - Kosmos 2409 (Parus) |                                         | Òrbita baixa                                     | Navegació                                       | En òrbita                         | Operacional                       |
| 25 de juliol 07:05   | - Llarga Marxa 2C | - Llarga Marxa 2C                       | - Taiyuan                                        | - Taiyuan                                       |                                   |                                   |
| 25 de juliol 07:05   | - Tan Ce 2 | CASC/ESA                                | Òrbita alta (Alta excentricitat)                 | Investigació magnetosfèrica                     | En òrbita                         | Operacional                       |
| Agost                | |                                         |                                                  |                                                 |                                   |                                   |
| 3 d'agost 07:18      | - Delta II 7925H | - Delta II 7925H                        | - Cape Canaveral SLC-17B                         | - Cape Canaveral SLC-17B                        | - Boeing IDS                      | - Boeing IDS                      |
| 3 d'agost 07:18      | - MESSENGER | NASA                                    | Heliocèntrica Planificat: mercuriana             | Sonda de Mercuri                                | En òrbita                         | Operacional                       |
| 3 d'agost 07:18      | La primera nau espacial en orbitar Mercuri |                                         |                                                  |                                                 |                                   |                                   |
| 4 d'agost 22:32      | - Proton-M/Briz-M | - Proton-M/Briz-M                       | - Baikonur Site 200/39                           | - Baikonur Site 200/39                          | - - International Launch Services | - - International Launch Services |
| 4 d'agost 22:32      | - Amazonas | Hispasat                                | Geosíncrona                                      | Comunicacions                                   | En òrbita                         | Operacional                       |
| 11 d'agost 05:03     | - Soiuz-U | - Soiuz-U                               | - Baikonur Site 1/5                              | - Baikonur Site 1/5                             | - Roskosmos                       | - Roskosmos                       |
| 11 d'agost 05:03     | - Progress M-50 | Roskosmos                               | Òrbita baixa (ISS)                               | Logística                                       | 22 de desembre                    | Reeixit                           |
| 11 d'agost 05:03     | Vol de la ISS 15P |                                         |                                                  |                                                 |                                   |                                   |
| 29 d'agost 07:50     | - Llarga Marxa 2C | - Llarga Marxa 2C                       | - Jiuquan                                        | - Jiuquan                                       |                                   |                                   |
| 29 d'agost 07:50     | - FSW-19 (FSW-2) |                                         | Geosíncrona                                      | Imatgeria de la Terra                           | 7 de novembre 23:55               | Reeixit                           |
| 31 d'agost 23:17     | - Atlas IIAS | - Atlas IIAS                            | - Cape Canaveral SLC-36A                         | - Cape Canaveral SLC-36A                        | - - International Launch Services | - - International Launch Services |
| 31 d'agost 23:17     | - SDS-3-4 (USA-179) | NRO                                     | Geosíncrona                                      | Classificació                                   | En òrbita                         | Operacional                       |
| 31 d'agost 23:17     | Vol final de l'Atlas IIAS |                                         |                                                  |                                                 |                                   |                                   |
| Setembre             | |                                         |                                                  |                                                 |                                   |                                   |
| 6 de setembre 10:35  | - Shavit-1 | - Shavit-1                              | - Palmachim                                      | - Palmachim                                     |                                   |                                   |
| 6 de setembre 10:35  | - Ofeq-6 |                                         | Destinat: Òrbita baixa (retrògrada)              | Reconeixement                                   | T+270                             | Error de llançament               |
| 6 de setembre 10:35  | Pèrdua de control durant la ignició de la tercera etapa |                                         |                                                  |                                                 |                                   |                                   |
| 8 de setembre 23:14  | - Llarga Marxa 4B | - Llarga Marxa 4B                       | - Taiyuan                                        | - Taiyuan                                       |                                   |                                   |
| 8 de setembre 23:14  | - Shi Jian 6A | CASC                                    | Òrbita baixa                                     | Demostració tecnològica                         | En òrbita                         | Operacional                       |
| 8 de setembre 23:14  | - Shi Jian 6B | CASC                                    | Òrbita baixa                                     | Demostració tecnològica                         | En òrbita                         | Operacional                       |
| 20 de setembre 10:31 | - GSLV | - GSLV                                  | - Satish Dhawan                                  | - Satish Dhawan                                 | - ISRO                            | - ISRO                            |
| 20 de setembre 10:31 | - EDUSAT (GSAT-3) | ISRO                                    | Geosíncrona                                      | Comunicacions                                   | En òrbita                         | Operacional                       |
| 23 de setembre 15:07 | - Kosmos-3M | - Kosmos-3M                             | - Plesetsk Site 132/1                            | - Plesetsk Site 132/1                           | - VKS                             | - VKS                             |
| 23 de setembre 15:07 | - Kosmos 2408 | Exèrcit rus                             | Òrbita baixa                                     | Comunicacions                                   | En òrbita                         | Operacional                       |
| 23 de setembre 15:07 | - Kosmos 2409 | Exèrcit rus                             | Òrbita baixa                                     | Comunicacions                                   | En òrbita                         | Operacional                       |
| 24 de setembre 16:50 | - Soiuz-U | - Soiuz-U                               | - Plestsk Site 16/2                              | - Plestsk Site 16/2                             | - VKS                             | - VKS                             |
| 24 de setembre 16:50 | - Kosmos 2410 | Exèrcit rus                             | Òrbita baixa                                     | Reconeixement                                   | 9 de gener 2005                   | Error                             |
| 24 de setembre 16:50 | Re-entry capsule could not be located |                                         |                                                  |                                                 |                                   |                                   |
| 27 de setembre 08:00 | - Llarga Marxa 2D | - Llarga Marxa 2D                       | - Jiuquan                                        | - Jiuquan                                       |                                   |                                   |
| 27 de setembre 08:00 | - FSW-20 (FSW-3) |                                         | Òrbita baixa                                     | Imatgeria de la Terra                           | En òrbita                         | Operacional                       |
| 29 de setembre 15:12 | - SpaceShipOne | - SpaceShipOne                          | - White Knight, Mojave Spaceport                 | - White Knight, Mojave Spaceport                | - Scaled Composites               | - Scaled Composites               |
| 29 de setembre 15:12 | - Flight 16P | Scaled Composites                       | Suborbital                                       | Qualificació de l'Ansari X Prize                | 29 de setembre                    | Reeixit                           |
| 29 de setembre 15:12 | Vol suborbital tripulat privat amb 1 astronauta (Mike Melvill) |                                         |                                                  |                                                 |                                   |                                   |
| Octubre              | |                                         |                                                  |                                                 |                                   |                                   |
| 4 d'octubre 14:49    | - SpaceShipOne | - SpaceShipOne                          | - White Knight, Mojave Spaceport                 | - White Knight, Mojave Spaceport                | - Scaled Composites               | - Scaled Composites               |
| 4 d'octubre 14:49    | - Flight 17P | Scaled Composites                       | Suborbital                                       | Qualificació de l'Ansari X Prize                | 4 d'octubre                       | Reeixit                           |
| 4 d'octubre 14:49    | Vol suborbital tripulat privat amb 1 astronauta (Brian Binnie) vol final del SpaceShipOne |                                         |                                                  |                                                 |                                   |                                   |
| 14 d'octubre 03:06   | - Soiuz-FG | - Soiuz-FG                              | - Baikonur Site 1/5                              | - Baikonur Site 1/5                             | - Roskosmos                       | - Roskosmos                       |
| 14 d'octubre 03:06   | - Soiuz TMA-5 | Roskosmos                               | Òrbita baixa (ISS)                               | ISS Expedition 10                               | 24 d'abril 2005                   | Reeixit                           |
| 14 d'octubre 03:06   | Vol espacial orbital tripulat amb 3 cosmonautes |                                         |                                                  |                                                 |                                   |                                   |
| 14 d'octubre 21:23   | - Proton-M/Briz-M | - Proton-M/Briz-M                       | - Baikonur Site 200/39                           | - Baikonur Site 200/39                          | - - International Launch Services | - - International Launch Services |
| 14 d'octubre 21:23   | - AMC-15 | SES Americom                            | Geosíncrona                                      | Comunicacions                                   | En òrbita                         | Operacional                       |
| 19 d'octubre 01:20   | - Llarga Marxa 3A | - Llarga Marxa 3A                       | - Xichang                                        | - Xichang                                       |                                   |                                   |
| 19 d'octubre 01:20   | - Feng Yun 2C |                                         | Geosíncrona                                      | Satèl·lit climàtic                              | En òrbita                         | Operacional                       |
| 29 d'octubre 22:11   | - Proton-K/DM-2M | - Proton-K/DM-2M                        | - Baikonur Site 200/39                           | - Baikonur Site 200/39                          |                                   |                                   |
| 29 d'octubre 22:11   | - Ekspress AM-1 | RSCC                                    | Geosíncrona                                      | Comunicacions                                   | En òrbita                         | Operacional                       |
| Novembre             | |                                         |                                                  |                                                 |                                   |                                   |
| 6 de novembre 03:10  | - Llarga Marxa 4B | - Llarga Marxa 4B                       | - Taiyuan                                        | - Taiyuan                                       |                                   |                                   |
| 6 de novembre 03:10  | - Zi Yuan 2C |                                         | Geosíncrona                                      | Imatgeria de la Terra                           | En òrbita                         | Operacional                       |
| 6 de novembre 05:39  | - Delta II 7925 | - Delta II 7925                         | - Cape Canaveral SLC-17B                         | - Cape Canaveral SLC-17B                        | - Boeing IDS                      | - Boeing IDS                      |
| 6 de novembre 05:39  | - GPS IIR-13 | Força Aèria dels Estats Units d'Amèrica | Òrbita mitjana                                   | Navegació                                       | En òrbita                         | Operacional                       |
| 8 de novembre 18:30  | - Soiuz-2.1a | - Soiuz-2.1a                            | - Plesetsk Site 43/4                             | - Plesetsk Site 43/4                            |                                   |                                   |
| 8 de novembre 18:30  | - Zenit-8 (Obilik) |                                         | Suborbital                                       | Prova de coet transportador                     | 8 de novembre                     | Reeixit                           |
| 8 de novembre 18:30  | Vol inaugural del Soiuz-2.1a |                                         |                                                  |                                                 |                                   |                                   |
| 18 de novembre 10:45 | - Llarga Marxa 2C | - Llarga Marxa 2C                       | - Xichang                                        | - Xichang                                       |                                   |                                   |
| 18 de novembre 10:45 | - Shiyan Weixing 2 |                                         | Òrbita baixa                                     | Observació de la Terra                          | En òrbita                         | Operacional                       |
| 20 de novembre 17:16 | - Delta II 7320 | - Delta II 7320                         | - Cape Canaveral SLC-17A                         | - Cape Canaveral SLC-17A                        | - Boeing IDS                      | - Boeing IDS                      |
| 20 de novembre 17:16 | - Swift | NASA                                    | Òrbita baixa                                     | Investigació de raigs gamma                     | En òrbita                         | Operacional                       |
| Desembre             | |                                         |                                                  |                                                 |                                   |                                   |
| 17 de desembre 12:07 | - Atlas V 521 | - Atlas V 521                           | - Cape Canaveral SLC-41                          | - Cape Canaveral SLC-41                         | - - International Launch Services | - - International Launch Services |
| 17 de desembre 12:07 | - AMC-16 | SES Americom                            | Geosíncrona                                      | Comunicacions                                   | En òrbita                         | Operacional                       |
| 18 de desembre 16:26 | - Ariane 5G+ | - Ariane 5G+                            | - Kourou ELA-3                                   | - Kourou ELA-3                                  | - Arianespace                     | - Arianespace                     |
| 18 de desembre 16:26 | - Helios 2A | DGA                                     | Òrbita baixa                                     | Reconeixement                                   | En òrbita                         | Operacional                       |
| 18 de desembre 16:26 | - Nanosat 01 | INTA                                    | Òrbita baixa                                     | Demostració tecnològica                         | En òrbita                         | Operacional                       |
| 18 de desembre 16:26 | - Essaim 1 | DGA                                     | Òrbita baixa                                     | ELINT                                           | En òrbita                         | Operacional                       |
| 18 de desembre 16:26 | - Essaim 2 | DGA                                     | Òrbita baixa                                     | ELINT                                           | En òrbita                         | Operacional                       |
| 18 de desembre 16:26 | - Essaim 3 | DGA                                     | Òrbita baixa                                     | ELINT                                           | En òrbita                         | Operacional                       |
| 18 de desembre 16:26 | - Essaim 4 | DGA                                     | Òrbita baixa                                     | ELINT                                           | En òrbita                         | Operacional                       |
| 18 de desembre 16:26 | - Parasol | CNES                                    | Heliosíncrona (A-train)                          | Aeronomia                                       | En òrbita                         | Operacional                       |
| 18 de desembre 16:26 | Vol final de l'Ariane 5G+ |                                         |                                                  |                                                 |                                   |                                   |
| 21 de desembre 21:50 | - Delta IV Heavy 9250H | - Delta IV Heavy 9250H                  | - Cape Canaveral SLC-37B                         | - Cape Canaveral SLC-37B                        | - Boeing IDS                      | - Boeing IDS                      |
| 21 de desembre 21:50 | - DemoSat (USA-181) | Força Aèria dels Estats Units d'Amèrica | Destinat: Subsíncrona Actual: Òrbita mitjana     | Prova launch vehicle                            | En òrbita                         | Error parcial de llançament       |
| 21 de desembre 21:50 | - Sparky (3CSat1) | Força Aèria dels Estats Units d'Amèrica | Òrbita baixa                                     | Cloud Imatgeria                                 | 22 de desembre                    | Satellite Error                   |
| 21 de desembre 21:50 | - Ralphie (3CSat2) | Força Aèria dels Estats Units d'Amèrica | Òrbita baixa                                     | Cloud Imatgeria                                 | 22 de desembre                    | Satellite Error                   |
| 21 de desembre 21:50 | Vol inaugural del Delta IV Heavy la separació prematura de la segona etapa (primera ignició) va deixar totes les càrregues en òrbites incorrectes. Ambdós nanosatèl·lits van fallar en contactar amb terra després de la separació |                                         |                                                  |                                                 |                                   |                                   |
| 22 de desembre       | - R-36 | - R-36                                  | - Dombarovskiy                                   | - Dombarovskiy                                  | - RVSN                            | - RVSN                            |
| 22 de desembre       | - Dummy warhead | RVSN                                    | Suborbital                                       | Prova de míssils                                | 22 de desembre                    | Reeixit                           |
| 23 de desembre 22:19 | - Soiuz-U | - Soiuz-U                               | - Baikonur Site 1/5                              | - Baikonur Site 1/5                             | - Roskomsos                       | - Roskomsos                       |
| 23 de desembre 22:19 | - Progress M-51 | Roskosmos                               | Òrbita baixa (ISS)                               | Logística                                       | 9 de març 2005                    | Reeixit                           |
| 23 de desembre 22:19 | Vol de la ISS 16P |                                         |                                                  |                                                 |                                   |                                   |
| 24 de desembre 11:20 | - Tsyklon-3 | - Tsyklon-3                             | - Plesetsk Site 32/2                             | - Plesetsk Site 32/2                            | - VKS                             | - VKS                             |
| 24 de desembre 11:20 | - Sich-1M | NKAU                                    | Òrbita baixa                                     | Observació de la Terra                          | En òrbita                         | Error parcial de llançament       |
| 24 de desembre 11:20 | - MK-1TS | NKAU                                    | Òrbita baixa                                     | Observació de la Terra                          |                                   | Error parcial de llançament       |
| 24 de desembre 11:20 | Ambdós satèl·lits van ser situats en òrbites incorrectes a causa d'una separació prematura de la tercera etapa |                                         |                                                  |                                                 |                                   |                                   |
| 26 de desembre 13:53 | - Proton-K/DM-2 | - Proton-K/DM-2                         | - Baikonur Site 200/39                           | - Baikonur Site 200/39                          | - VKS                             | - VKS                             |
| 26 de desembre 13:53 | - Kosmos 2411 (GLONASS) | KNITs                                   | Òrbita mitjana                                   | Navegació                                       | En òrbita                         | Operacional                       |
| 26 de desembre 13:53 | - Kosmos 2412 (GLONASS) | KNITs                                   | Òrbita mitjana                                   | Navegació                                       | En òrbita                         | Operacional                       |
| 26 de desembre 13:53 | - Kosmos 2413 (GLONASS) | KNITs                                   | Òrbita mitjana                                   | Navegació                                       | En òrbita                         | Operacional                       |

## Encontres espacials
| Data (GMT)     | Nau espacial | Esdeveniment                                       | Comentaris                                  |
| -------------- | ------------ | -------------------------------------------------- | ------------------------------------------- |
| 2 de gener     | Stardust     | Sobrevol del 81P/Wild (Wild 2)                     | Recollida de pols                           |
| 3 de gener     | Spirit       | Aterratge a Mart                                   | Cràter Gusev                                |
| 24 de gener    | Opportunity  | Aterratge a Mart                                   | Meridiani Planum                            |
| 4 de febrer    | Ulysses      | 2n sobrevol de Júpiter                             |                                             |
| 19 de maig     | Hayabusa     | Sobrevol de la Terra                               |                                             |
| 11 de juny     | Cassini      | Sobrevol de Febe                                   | Apropament màxim: 2000 km                   |
| 1 de juliol    | Cassini      | Inserció en òrbita saturniana                      |                                             |
| 8 de setembre  | Genesis      | la càpsula va aterrar violentament contra la Terra | 0,4 mil·ligrams (0,0062 gr) de mostra solar |
| 26 d'octubre   | Cassini      | Sobrevol de Tità                                   | Apropament màxim: 1200 km                   |
| 15 de novembre | SMART-1      | Inserció en òrbita selenocèntrica                  |                                             |
| 13 de desembre | Cassini      | Sobrevol de Tità                                   | Apropament màxim: 2336 km                   |

## EVAs
| Inici Data/Hora     | Duració           | Hora Fi            | Nau espacial          | Tripulació                           | Funció | Comentaris |
| ------------------- | ----------------- | ------------------ | --------------------- | ------------------------------------ | --- | --- |
| 26 de febrer 21:17  | 3 hores 55 minuts | 27 de febrer 01:12 | Expedition 8 ISS Pirs | / - Michael Foale - Aleksandr Kaleri | Es van substituir els contenidors de l'experiment de microgravetat, es va enganxar l'experiment rus Matryoshka al Zvezda, i es va trere un experiment d'impactes de micro-meteor de la JAXA. | Es va reduir la duració a causa d'un malfuncionament del sistema de refrigeració del vestit espacial d'en Kaleri. |
| 24 de juny 21:56    | 14 minuts         | 22:10              | Expedition 9 ISS Pirs | - Guennadi Pàdalka - Michael Fincke  | Es va reduir el passeig espacial a causa d'un problema de pressió en el tanc d'oxigen del vestit espacial d'en Fincke. | Es va replanificar pel 30 de juny.                                                                                |
| 30 de juny 21:19    | 5 hores 40 minuts | 1 de juliol 02:59  | Expedition 9 ISS Pirs | - Guennadi Pàdalka - Michael Fincke  | Es va substituir un Remote Power Controller (RPC) avariat a finals d'abril, causant una pèrdua d'energia en el Control Moment Gyroscope No. 2 (CMG 2). | |
| 3 d'agost 06:58     | 4 hores 30 minuts | 11:28              | Expedition 9 ISS Pirs | - Guennadi Pàdalka - Michael Fincke  | Es treuen els retro reflectors làser del compartiment del Zvezda, i es va instal·lar tres reflectors làser retro actualitzats i una videómetro interna en preparació pel Automated Transfer Vehicle (ATV). Es va instal·lar dues antenes, i es va substituir el paquets de l'experiment Kromka. | |
| 3 de setembre 16:43 | 5 hores 20 minuts | 22:04              | Expedition 9 ISS Pirs | - Guennadi Pàdalka - Michael Fincke  | Es substitueix el panell de control de fluids del Zarià, s'instal·la quatre passacables d'amarratge de seguretat en els passamans del Zarià, s'instal·len tres antenes de comunicacions, i es retiren les cobertes de les antenes.                                                              | |

## Resum de llançaments orbitals

### Per país
| País                         | Llançaments | Reeixits | Errors | Errors parcials | Comentaris |
| ---------------------------- | ----------- | -------- | ------ | --------------- | ---------- |
| - Europa                     | 3           | 3        | 0      | 0               |            |
| Índia                        | 1           | 1        | 0      | 0               |            |
| - Internacional              | 3           | 2        | 0      | 1               | Sea Launch |
| Israel                       | 1           | 0        | 1      | 0               |            |
| República Popular de la Xina | 8           | 8        | 0      | 0               |            |
| Rússia/                      | 22          | 21       | 0      | 1               |            |
| Estats Units                 | 16          | 15       | 0      | 1               |            |

### Per coet
| Coet            | País                         | Llançaments | Reeixits | Errors | Errors parcials | Comentaris              |
| --------------- | ---------------------------- | ----------- | -------- | ------ | --------------- | ----------------------- |
| Ariane 5G+      | - Europa                     | 3           | 3        | 0      | 0               | Vols inaugural i finals |
| Atlas II        | Estats Units                 | 4           | 4        | 0      | 0               | Vol final               |
| Atlas III       | Estats Units                 | 1           | 1        | 0      | 0               |                         |
| Atlas V         | Estats Units                 | 1           | 1        | 0      | 0               |                         |
| Delta II        | Estats Units                 | 7           | 7        | 0      | 0               |                         |
| Delta IV        | Estats Units                 | 1           | 0        | 0      | 1               |                         |
| Dnepr-1         | Ucraïna                      | 1           | 1        | 0      | 0               |                         |
| GSLV            | Índia                        | 1           | 1        | 0      | 0               |                         |
| Kosmos-3M       | Rússia                       | 2           | 2        | 0      | 0               |                         |
| Llarga Marxa 2C | República Popular de la Xina | 4           | 4        | 0      | 0               |                         |
| Llarga Marxa 2D | República Popular de la Xina | 1           | 1        | 0      | 0               |                         |
| Llarga Marxa 3A | República Popular de la Xina | 1           | 1        | 0      | 0               |                         |
| Llarga Marxa 4B | República Popular de la Xina | 2           | 2        | 0      | 0               |                         |
| Molniya-M       | Rússia                       | 1           | 1        | 0      | 0               |                         |
| Proton-K        | Rússia                       | 4           | 4        | 0      | 0               |                         |
| Proton-M        | Rússia                       | 4           | 4        | 0      | 0               |                         |
| Shavit-1        | Israel                       | 1           | 0        | 1      | 0               |                         |
| Soiuz-FG        | Rússia                       | 2           | 2        | 0      | 0               |                         |
| Soiuz-U         | Rússia                       | 5           | 5        | 0      | 0               |                         |
| Taurus-XL       | Estats Units                 | 1           | 1        | 0      | 0               |                         |
| Titan IVB       | Estats Units                 | 1           | 1        | 0      | 0               |                         |
| Tsyklon-2       | Ucraïna                      | 1           | 1        | 0      | 0               |                         |
| Tsyklon-3       | Ucraïna                      | 1           | 0        | 0      | 1               |                         |
| Zenit-2         | Ucraïna                      | 1           | 1        | 0      | 0               |                         |
| Zenit-3SL       | International                | 3           | 2        | 0      | 1               |                         |

### Per òrbita
| Règim orbital             | Llançaments | Reeixits | Errors | Aconseguits Accidentalment | Comentaris                                        |
| ------------------------- | ----------- | -------- | ------ | -------------------------- | ------------------------------------------------- |
| Òrbita terrestre baixa    | 26          | 25       | 1      | 0                          | 6 cap a l'ISS                                     |
| Òrbita terrestre mitjana  | 4           | 4        | 0      | 2                          |                                                   |
| Geosíncrona/transferència | 20          | 19       | 2      | 0                          |                                                   |
| Òrbita terrestre alta     | 2           | 2        | 0      | 0                          | Òrbita de molnia                                  |
| Òrbita heliocèntrica      | 2           | 2        | 0      | 0                          | Incloent les òrbites planetàries de transferència |